# Championnat de France de la course aux points

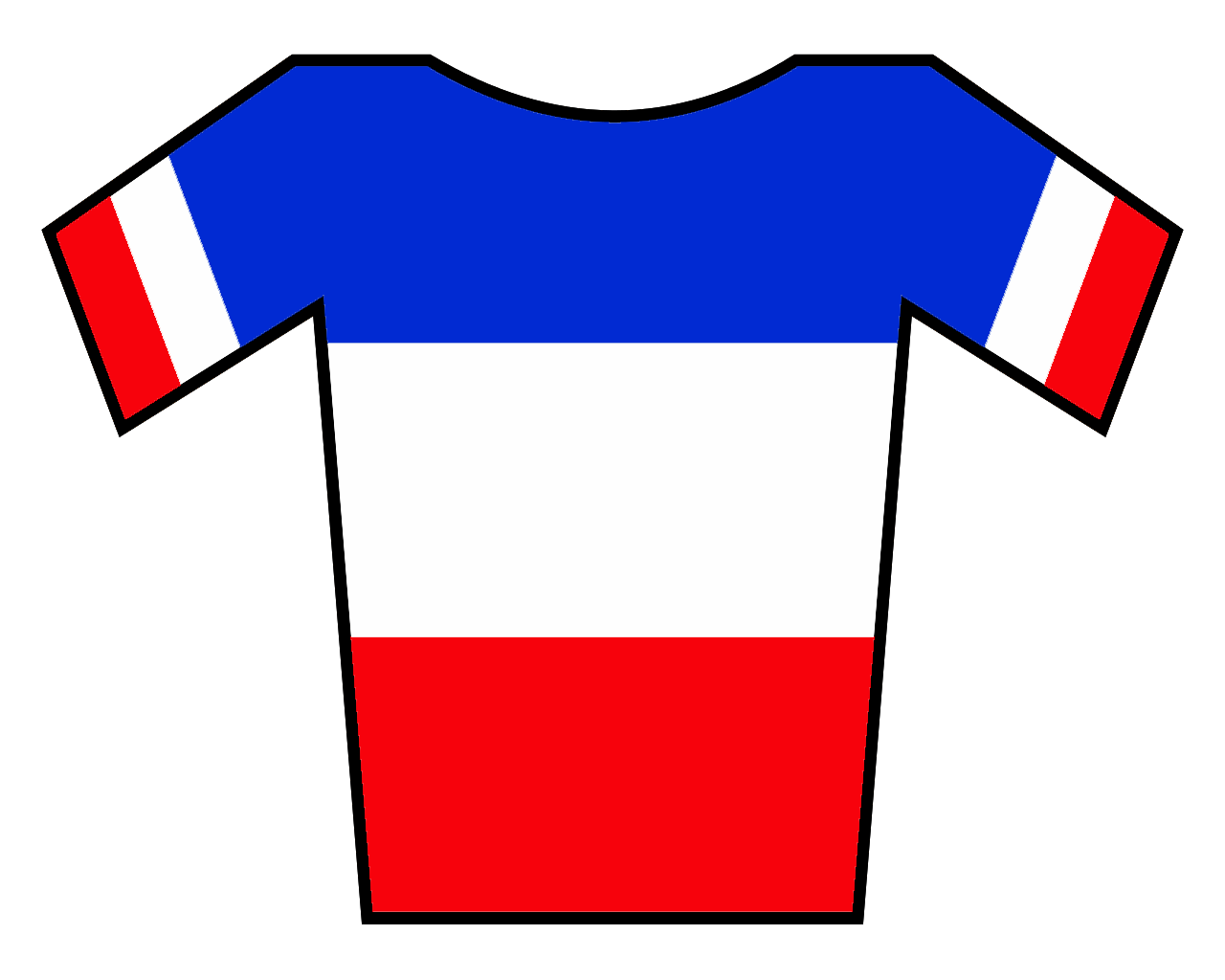
Maillot du champion français.

Le championnat de France de course aux points est l'une des épreuves au programme des championnats de France de cyclisme sur piste.
L'épreuve est disputée par les hommes et les femmes. Elle est au programme depuis 1981 chez les hommes et 1986 chez les femmes. Toutes catégories confondues, c'est Jeannie Longo-Ciprelli qui détient le record de victoire dans cette épreuve avec 8 succès.

## Palmarès

### Hommes

#### Élites
| Année   | Vainqueur            | Deuxième            | Troisième               |
| ------- | -------------------- | ------------------- | ----------------------- |
| 1981    | Régis Clère          | Patrick Clerc       | Frédéric Vichot         |
| 1982    | Francis Castaing     | Pascal Jules        | Régis Clère             |
| 1984    | Bernard Vallet       | Didier Garcia       | Laurent Biondi          |
| 1985    | Dominique Lecrocq    | Alain Bondue        | Éric Guyot              |
| 1986    | Bruno Cornillet      | Éric Louvel         | Dominique Lecrocq       |
| 1987    | Thierry Claveyrolat  | Gérard Rué          | Laurent Biondi          |
| 1988    | Laurent Biondi       | Philippe Tarantini  | Vincent Lavenu          |
| 1989-91 | pas organisé         | pas organisé        | pas organisé            |
| 1992    | Éric Magnin          | Dominique Péré      | Jean-Michel Monin       |
| 1993    | David Orcel          | Serge Barbara       | Cyril Bos               |
| 1994    | Serge Barbara        | Thierry Grandjean   | Éric Magnin             |
| 1995    | Serge Barbara        | Éric Magnin         | Francis Moreau          |
| 1996    | Philippe Ermenault   | Serge Barbara       | Thierry Grandjean       |
| 1997    | Philippe Ermenault   | Damien Pommereau    | Pierre-Yves Archambault |
| 1998    | Serge Barbara        | Jean-Michel Monin   | Jean-Michel Tessier     |
| 1999    | Laurent Genty        | Francis Moreau      | Nicolas Meunier         |
| 2000    | Franck Perque        | Philippe Ermenault  | Laurent Genty           |
| 2001    | Robert Sassone       | Sylvain Anquetil    | Andy Flickinger         |
| 2002    | Jean-Michel Tessier  | Sylvain Anquetil    | Julien Tejada           |
| 2003    | Nicolas Meunier      | Anthony Langella    | Nicolas Reynaud         |
| 2004    | Benoît Génauzeau     | Franck Champeymont  | Damien Pommereau        |
| 2005    | Anthony Langella     | Nicolas Meunier     | Nicolas Reynaud         |
| 2006    | Franck Perque        | Alexandre Blain     | Sylvain Anquetil        |
| 2007    | Benoît Daeninck      | Fabien Sanchez      | François Lamiraud       |
| 2008    | Fabien Sanchez       | Kilian Patour       | Damien Gaudin           |
| 2009    | Vivien Brisse        | Benoît Daeninck     | Guillaume Perrot        |
| 2010    | Morgan Kneisky       | Kévin Lalouette     | Benoît Daeninck         |
| 2011    | Benoît Daeninck      | Pierre-Luc Périchon | Matthieu Ladagnous      |
| 2012    | Benoît Daeninck      | Alexandre Blain     | Kévin Labèque           |
| 2013    | Thomas Boudat        | Pierre-Luc Périchon | Benoît Daeninck         |
| 2014    | Marc Fournier        | Louis Pijourlet     | Alexis Gougeard         |
| 2015    | Thomas Boudat        | Benjamin Thomas     | Valentin Madouas        |
| 2016    | Thomas Boudat        | Benjamin Thomas     | Corentin Ermenault      |
| 2017    | Florian Maître       | Benjamin Thomas     | Thomas Boudat           |
| 2018    | Louis Pijourlet      | Valentin Tabellion  | Adrien Garel            |
| 2019    | Louis Pijourlet      | Corentin Ermenault  | Joffrey Degueurce       |
| 2020    | pas organisé         | pas organisé        | pas organisé            |
| 2021    | Louis Pijourlet      | Jean-Louis Le Ny    | Alexis Gougeard         |
| 2022    | Louis Pijourlet      | Nicolas Hamon       | Jean-Louis Le Ny        |
| 2023    | Benjamin Thomas      | Thomas Boudat       | Donavan Grondin         |
| 2024    | Oscar Nilsson-Julien | Grégory Pouvreault  | Louis Pijourlet         |
| 2025    | Benjamin Thomas      | Bryan Coquard       | Erwan Besnier           |

#### Amateurs, Espoirs
| Année | Vainqueur            | Deuxième            | Troisième           |
| ----- | -------------------- | ------------------- | ------------------- |
| 1977  | Jean-Jacques Rebière | Claude Dufour       | Patrick Boulet      |
| 1978  | Jean-Jacques Rebière | Patrick Lagrange    | Jean-Marcel Brouzes |
| 2000  | David Hubschwerlin   | Denis Robin         | Arnaud Coyot        |
| 2001  | Ludovic Lanceleur    | Grégory Bernard     | Julien Tejada       |
| 2002  | Saïd Haddou          | Vincent Socquin     | Samuel Torres       |
| 2003  | Matthieu Ladagnous   | Christophe Riblon   | Benoît Daeninck     |
| 2004  | Mickaël Delage       | Matthieu Ladagnous  | François Lamiraud   |
| 2005  | François Lamiraud    | Sébastien Gréau     | Kévin Lalouette     |
| 2006  | Damien Gaudin        | Pierre-Luc Périchon | Jonathan Mouchel    |
| 2007  | Ronan Guinaudeau     | Yann Guyot          | Pierre-Luc Périchon |
| 2008  | Ronan Guinaudeau     | Yann Guyot          | Morgan Kneisky      |
| 2009  | pas organisé         | pas organisé        | pas organisé        |
| 2010  | Morgan Lamoisson     | Maxime Daniel       | Rémi Badoc          |
| 2011  | Kévin Labèque        | Stéphane Duguenet   | Jules Pijourlet     |
| 2012  | Alexis Gougeard      | Romain Le Roux      | Nicolas Janvier     |

#### Juniors
| Année | Vainqueur              | Deuxième                | Troisième            |
| ----- | ---------------------- | ----------------------- | -------------------- |
| 1977  | Michel Arnaud          | Philippe Pitrou         | Jean-Marc Lenoir     |
| 1978  | Pascal Paniez          | Thierry Barrault        | Mange                |
| 1998  | Frédéric Limousin      |                         |                      |
| 1999  | Laurent Duble          |                         |                      |
| 2000  | Olivier Basck          | Laurent Duble           | Ludovic Fraioli      |
| 2002  | Mickaël Renou          | Alexandre Detshudy      | Jimmy Maquaire       |
| 2003  | Jonathan Mouchel       | Florent Barle           | Alexandre Bosquain   |
| 2004  | Mickaël Jeannin        | Florent Barle           | Jonathan Balbuena    |
| 2005  | Guillaume Perrot       | Pierre-Luc Périchon     | Jonathan Lahoun      |
| 2006  | Étienne Pieret         | Bryan Nauleau           | Arnaud Depreeuw      |
| 2007  | Kévin Fouache          | Julien Nativel          | Alexis Jarry         |
| 2008  | Julien Duval           | Erwan Téguel            | Tanguy Lefebvre      |
| 2009  | Emmanuel Kéo           | Maxime Daniel           | Sébastien Bergeret   |
| 2010  | Alexis Gougeard        | Jauffrey Betouigt-Suire | Sébastien Court      |
| 2011  | Yoän Vérardo           | Kévin Lesellier         | Louis Brugerolles    |
| 2012  | Tom Boes               | Thomas Boudat           | Lorrenzo Manzin      |
| 2013  | Lucas Destang          | Clément Barbeau         | Benjamin Thomas      |
| 2014  | Florian Maitre         | Mathieu Riebel          | Damien Touzé         |
| 2015  | Aurélien Costeplane    | Romain Neboit           | Guillaume Millasseau |
| 2016  | Clément Bétouigt-Suire | Clément Davy            | Nicolas Boudat       |
| 2017  | Louis Brulé            | Hugo Walkowiak          | Nicolas Boudat       |
| 2018  | Antonin Corvaisier     | Guillaume Monmasson     | Niko Diaz            |
| 2019  | Mathis Ducruet         | Alexandre Durand        | Lucas Segui          |
| 2020  | pas organisé           | pas organisé            | pas organisé         |
| 2021  | Grégory Pouvreault     | Baptiste Poulard        | Rafael Delhomme      |
| 2022  | Nathanaël Boutron      | Mathieu Dupé            | Ewen Prémel          |
| 2023  | Alix Brissaire         | Théo Paris              | Thibault Legros      |
| 2024  | Mathéo Colbe           | Alix Brissaire          | Quentin Kerouedan    |

### Femmes

#### Élites
| Année | Vainqueur                 | Deuxième               | Troisième               |
| ----- | ------------------------- | ---------------------- | ----------------------- |
| 1986  | Jeannie Longo-Ciprelli    | Virginie Lafargue      | Isabelle Nicoloso       |
| 1987  | Jeannie Longo-Ciprelli    | Virginie Lafargue      | Carmelina Erreira       |
| 1988  | Jeannie Longo-Ciprelli    | Virginie Lafargue      | Catherine Marsal        |
| 1989  | Jeannie Longo-Ciprelli    | Roselyne Riou-Chalon   | Isabelle Nicoloso       |
| 1990  | Corinne Le Gal            | Pascale Duchene        | Roselyne Riou-Chalon    |
| 1991  | Isabelle Nicoloso         | Cécile Odin            | Magali Humbert-Faure    |
| 1992  | Jeannie Longo-Ciprelli    | Isabelle Nicoloso      | Magali Humbert-Faure    |
| 1993  | Isabelle N'Guyen van Tu   | Isabelle Nicoloso      | Sabine Gentieu          |
| 1994  | Nathalie Lancien-Even     | Jeannie Longo-Ciprelli | Roselyne Riou-Chalon    |
| 1995  | Nathalie Lancien-Even     | Catherine Marsal       | Jeannie Longo-Ciprelli  |
| 1996  | Sonia Huguet              | Isabelle Nicoloso      | Catherine Marsal        |
| 1997  | Catherine Marsal          | Isabelle Nicoloso      | Isabelle N'Guyen van Tu |
| 1998  | Isabelle Nicoloso         | Cathy Moncassin-Prime  | Anne-Karelle Hocq       |
| 1999  | Catherine Marsal          | Isabelle Nicoloso      | Marion Clignet          |
| 2000  | Marion Clignet            | Isabelle Nicoloso      | Cathy Moncassin         |
| 2001  | Juliette Vandekerckhove   | Sonia Huguet           | Laurence Restoin        |
| 2002  | Jeannie Longo-Ciprelli    | Sonia Huguet           | Cathy Moncassin-Prime   |
| 2003  | Cathy Moncassin-Prime     | Jeannie Longo-Ciprelli | Juliette Vandekerckhove |
| 2004  | Sonia Huguet              | Jeannie Longo-Ciprelli | Cathy Moncassin-Prime   |
| 2005  | Sonia Huguet              | Jeannie Longo-Ciprelli | Edwige Pitel            |
| 2006  | Jeannie Longo-Ciprelli    | Sophie Creux           | Cathy Moncassin-Prime   |
| 2007  | Pascale Jeuland           | Cathy Moncassin-Prime  | Sophie Creux            |
| 2008  | Pascale Jeuland           | Émilie Blanquefort     | Élodie Henriette        |
| 2009  | Pascale Jeuland           | Sophie Creux           | Flavie Montlusclat      |
| 2010  | Fiona Dutriaux            | Aude Biannic           | Roxane Fournier         |
| 2011  | Jeannie Longo             | Émilie Blanquefort     | Coralie Demay           |
| 2012  | Laurie Berthon            | Fiona Dutriaux         | Coralie Demay           |
| 2013  | Coralie Demay             | Audrey Cordon          | Laurie Berthon          |
| 2014  | Élise Delzenne            | Laurie Berthon         | Fiona Dutriaux          |
| 2015  | Élise Delzenne            | Aude Biannic           | Soline Lamboley         |
| 2016  | Élise Delzenne            | Laurie Berthon         | Coralie Demay           |
| 2017  | Coralie Demay             | Laurie Berthon         | Eugénie Duval           |
| 2018  | Pascale Jeuland-Tranchant | Coralie Demay          | Lucie Lahaye            |
| 2019  | Victoire Berteau          | Coralie Demay          | Marion Borras           |
| 2020  | pas organisé              | pas organisé           | pas organisé            |
| 2021  | Cindy Pomares             | Daphnée Hoebanckx      | Marie-Morgane Le Deunff |
| 2022  | Jade Labastugue           | Océane Tessier         | Maryanne Hinault        |
| 2023  | Victoire Berteau          | Jade Labastugue        | Valentine Fortin        |
| 2024  | Constance Marchand        | Léane Tabu             | Clémence Chéreau        |
| 2025  | Marion Borras             | Marie Le Net           | Aurore Pernollet        |

#### Juniors
| Année | Vainqueur               | Deuxième            | Troisième         |
| ----- | ----------------------- | ------------------- | ----------------- |
| 1998  | Juliette Vandekerckhove | Céline Nivert       |                   |
| 1999  | Juliette Vandekerckhove | Delatre             | Adeline Le Borgne |
| 2000  | Juliette Vandekerckhove | Albertine Bouedo    | Mélissa Seurin    |
| 2001  | Fanny Doudet            |                     |                   |
| 2002  | Marie-Laure Cloarec     | Mathilde Boullay    | Cindy Baroni      |
| 2003  | Myriam Morreau          |                     |                   |
| 2004  | Florence Girardet       | Emmanuelle Merlot   | Cindy Morvan      |
| 2005  | Pascale Jeuland         |                     |                   |
| 2006  | Fiona Dutriaux          |                     | Sandie Clair      |
| 2007  | Élise Delzenne          | Fiona Dutriaux      | Nolwenn Le Got    |
| 2008  | Pauline Avarello        | Margot Ortega       | Nolwenn Le Got    |
| 2009  | Flavie Montlusclat      | Roxane Fournier     | Marion Rousse     |
| 2010  | Alexia Muffat           | Valentine Morin     | Lucie Pader       |
| 2011  | Eugénie Duval           | Iris Sachet         | Valentine Morin   |
| 2012  | Coralie Sero            | Manon Bourdiaux     | Marie Fumey       |
| 2013  | Soline Lamboley         | Mélanie Guédon      | Manon Bourdiaux   |
| 2014  | Fanny Zambon            | Margot Dutour       | Marion Borras     |
| 2015  | Marion Borras           | Lucie Jounier       | Marine Cloarec    |
| 2016  | Eva Ourliac             | Pauline Clouard     | Clara Copponi     |
| 2017  | Célia Charrier          | Eva Ourliac         | Maryanne Hinault  |
| 2018  | Léa Dayde               | Clara Tanios        | Marie Geslin      |
| 2019  | Maïtena Aguer           | Mauryne Aidat       | Lucie Liboreau    |
| 2020  | pas organisé            | pas organisé        | pas organisé      |
| 2021  | Bénédicte Ollier        | Faustine Croguennoc | Juliette Roblin   |
| 2022  | Maurène Trégouët        | Aurore Flament      | Myriam Lévite     |
| 2023  | Elina Cabot             | Marion Cartier      | Kloé Saugrain     |
| 2024  | Mélanie Dupin           | Violette Demay      | Elina Cabot       |

## Note
1. ↑  Surclassée, elle était cadette 2e année durant l'épreuve.